# Ali Bilgin
Ali Bilgin (Essen, 17 dicembre 1981) è un ex calciatore turco, di ruolo centrocampista.

## Carriera
Ha giocato 85 partite nella massima serie turca.